# Guillaume Soybert
Pour les articles homonymes, voir Guillaume V.
Guillaume Soybert fut le 47e évêque d'Uzès, de 1445 à 1446. Il était sans doute le neveu de Pierre IV Soybert, évêque d'Uzès en 1427. Il avait été chanoine et prévôt de l'église d'Uzès, sous Bertrand III de Cadoène.

## Chronologie
| 1441  | Il est élu évêque par son chapitre. — Il rencontre une vive opposition de la part de Guillaume IV de Champeaux et d'Alain IV de Coëtivy. — Ce dernier s'étant emparé de l'évêché à force ouverte, Guillaume V Soybert dut en appeler à son métropolitain de Narbonne, à Rome et au parlement de Toulouse pour être mis en possession de son évêché. |
| 1445. | Il y parvint seulement. |
| 1446. | Il fut transféré au siège de Carpentras, par le pape Nicolas V. Il assiste au concile de Pise. |